# Liste der meistverkauften Musikalben in Japan

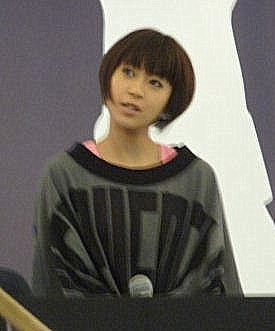
Hikaru Utada

Die Liste der meistverkauften Musikalben in den Japan beinhaltet Musikalben, die seit 1942 von der Recording Industry Association of Japan für über drei Millionen verkauften Einheiten ausgezeichnet wurden. Aufgelistet werden die Alben nach den Verkäufen die Oricon monatlich bekanntgibt. Hikaru Utadas Studioalbum First Love ist mit 7,6 Millionen Verkäufen das kommerziell erfolgreichste Musikalbum in Japan.

## Erklärung der Daten
Japan ist der International Federation of the Phonographic Industry zufolge der zweit-größte Musikmarkt der Welt. Der japanische Musikmarkt basiert auf rund dreiviertel physischer Verkäufe, da Oricon nur physische Verkäufe für die Charts verwendet. Aufgelistet sind alle Alben, die sich über drei Millionen Mal verkaufen konnten und mit mindestens drei Diamantenen Schallplatten ausgezeichnet wurden.

## Verleihungsgrenzen der Tonträgerauszeichnungen
Die RIAJ vergibt seit dem 21. Januar 1989 Auszeichnungen für Alben und Singles.
| Auszeichnung | seit 21. Januar 1989 | seit 1. Juli 2003 |
| ------------ | -------------------- | ----------------- |
| Gold         | 200.000              | 100.000           |
| Platin       | 400.000              | 250.000           |
| 2 × Platin   | —                    | 500.000           |
| 3 × Platin   | —                    | 750.000           |
| Diamant      | 1.000.000            | 1.000.000         |
| …            |                      |                   |

| Auszeichnung | seit 21. Januar 1989 | seit 1. Juli 2003 |
| ------------ | -------------------- | ----------------- |
| Gold         | 100.000              | 100.000           |
| Platin       | 200.000              | 250.000           |
| 2 × Platin   | —                    | 500.000           |
| 3 × Platin   | —                    | 750.000           |
| Diamant      | 1.000.000            | 1.000.000         |
| …            |                      |                   |

## Alben geordnet nach Tonträgerverkäufen
| #  | Vö.       | Albumtitel                               | Art | Interpret          | Auszeichnungen | Tonträgerverkäufe |
| -- | --------- | ---------------------------------------- | --- | ------------------ | -------------- | ----------------- |
| 1  | Mär. 1999 | First Love                               | St. | Hikaru Utada       | 8× Diamant     | 7,6 Millionen     |
| 2  | Mai 1998  | B'z The Best "Pleasure"                  | Ko. | B’z                | 5× Diamant     | 5,1 Millionen     |
| 3  | Okt. 1997 | Review                                   | Ko. | Glay               | 5× Diamant     | 4,8 Millionen     |
| 4  | Mär. 2001 | Distance                                 | St. | Hikaru Utada       | 4× Diamant     | 4,4 Millionen     |
| 4  | Sep. 1998 | B'z The Best "Treasure"                  | Ko. | B’z                | 4× Diamant     | 4,4 Millionen     |
| 6  | Mär. 2001 | A Best                                   | Ko. | Ayumi Hamasaki     | 6× Diamant     | 4,2 Millionen     |
| 7  | Mär. 1996 | Globe                                    | St. | Globe              | 4× Diamant     | 4,1 Millionen     |
| 8  | Jun. 2002 | Deep River                               | St. | Hikaru Utada       | 3× Platin      | 3,6 Millionen     |
| 9  | Jun. 2000 | Delicious Way                            | St. | Mai Kuraki         | 3× Diamant     | 3,5 Millionen     |
| 10 | Apr. 1998 | Time to Destination                      | St. | Every Little Thing | 4× Diamant     | 3,5 Millionen     |
| 11 | Jun. 1998 | Umi no Yeah!!                            | St. | Southern All Stars | 4× Diamant     | 3,4 Millionen     |
| 12 | Sep. 1994 | Atomic Heart                             | St. | Mr. Children       | 3× Diamant     | 3,4 Millionen     |
| 13 | Jul. 1996 | Sweet 19 Blues                           | St. | Namie Amuro        | 3× Diamant     | 3,3 Millionen     |
| 14 | Mär. 1997 | Bolero                                   | St. | Mr. Children       | 3× Diamant     | 3,2 Millionen     |
| 14 | Nov. 1998 | Neue Musik                               | Ko. | Yumi Matsutōya     | 3× Diamant     | 3,2 Millionen     |
| 14 | Mär. 1997 | Faces Places                             | St. | Globe              | 3× Diamant     | 3,2 Millionen     |
| 14 | Nov. 1992 | The Swinging Star                        | St. | Dreams Come True   | 3× Diamant     | 3,2 Millionen     |
| 18 | Jul. 1994 | Impressions                              | Ko. | Mariya Takeuchi    | 3× Diamant     | 3 Millionen       |
| 18 | Mai 1999  | Zard Best the Single Collection ～軌跡～ | Ko. | Zard               | 3× Diamant     | 3 Millionen       |
| 18 | Sep. 2006 | All Singles Best                         | Ko. | Kobukuro           | 3× Diamant     | 3 Millionen       |